# 1953-as Formula–1 argentin nagydíj
Az 1953-as Formula–1-es világbajnokság szezonnyitó futama az argentin nagydíj volt.

## Futam
Az évadnyitó futamra egy új helyszínen került sor, az 1953-ban először megrendezett argentin nagydíjon, amit az akkor frissen épült Buenos Aires-i pályán bonyolítottak le. A pole-pozíciót a ferraris Alberto Ascari szerezte meg, aki az egy évvel korábbi eredményeket is beleszámítva sorozatban hetedszerre nyert és futotta meg a verseny leggyorsabb körét. Mindkét teljesítményével máig(!) vezeti az ez irányú statisztikákat. Az argentin világbajnok, Juan Manuel Fangio ebben az évben már visszatért a versenyzéshez, a Maserati csapatnál versenyezve. Első hazai futamán a második helyről rajtolt, de a 36. körben váltóhiba miatt feladta a versenyt. Ascari mögött a harmadik helyről induló csapattársa, Luigi Villoresi ért a célba, egy kör hátrányban. A negyedik helyről rajtoló, szintén Ferraris Farina már a 31. körben kiesett a versenyből. A harmadik és ötödik helyen befutó két argentin Maseratis, José Froilán González és Oscar Alfredo Galvez között az első Ferraris évadját kezdő, fiatal (24 éves) Mike Hawthorn ért célba.
| Helyezés | Rajtszám | Versenyző                        | Csapat/Motor          | Körök | Idő/kiesés oka   | Rajthely | Pont |
| -------- | -------- | -------------------------------- | --------------------- | ----- | ---------------- | -------- | ---- |
| 1        | 10       | Alberto Ascari                   | Ferrari               | 97    | 3:01'04,6        | 1        | 9    |
| 2        | 14       | Luigi Villoresi                  | Ferrari               | 96    | + 1 kör          | 3        | 6    |
| 3        | 4        | José Froilán González            | Maserati              | 96    | + 1 kör          | 5        | 4    |
| 4        | 16       | Mike Hawthorn                    | Ferrari               | 96    | + 1 kör          | 6        | 3    |
| 5        | 8        | Oscar Alfredo Gálvez             | Maserati              | 96    | + 1 kör          | 9        | 2    |
| 6        | 30       | Jean Behra                       | Gordini               | 94    | + 3 kör          | 11       |      |
| 7        | 28       | Maurice Trintignant Harry Schell | Gordini               | 91    | + 6 kör          | 7        |      |
| 8        | 22       | John Barber                      | Cooper-Bristol        | 90    | + 7 kör          | 16       |      |
| 9        | 20       | Alan Brown                       | Cooper-Bristol        | 87    | + 10 kör         | 12       |      |
| Ki       | 26       | Robert Manzon                    | Gordini               | 67    | Kerék            | 8        |      |
| Ki       | 2        | Juan Manuel Fangio               | Maserati              | 36    | Váltó/erőátvitel | 2        |      |
| Ki       | 6        | Felice Bonetto                   | Maserati              | 32    | Váltó/erőátvitel | 15       |      |
| Ki       | 12       | Giuseppe Farina                  | Ferrari               | 31    | Baleset          | 4        |      |
| Ki       | 32       | Carlos Menditéguy                | Gordini               | 24    | Váltó            | 10       |      |
| Ki       | 34       | Pablo Birger                     | Simca-Gordini-Gordini | 21    | Differenciálmű   | 14       |      |
| Ki       | 24       | Adolfo Schwelm Cruz              | Cooper-Bristol        | 20    | Kerék            | 13       |      |

## Statisztikák
Vezető helyen:
- Alberto Ascari: 97 kör (1-97)

Ascari 9. (R) győzelme, 9. (R) pole-pozíciója, 7. (R) mesterhármasa.
- Ferrari 11. győzelme.

- 28-as autóval Maurice Trintignant 50 kör, Harry Schell 41 kör.